# Pseudojuloides elongatus
Pseudojuloides elongatus là một loài cá biển thuộc chi Pseudojuloides trong họ Cá bàng chài. Loài này được mô tả lần đầu tiên vào năm 1977.

## Từ nguyên
Trong tiếng Latinh, từ định danh elongatus có nghĩa là "thon dài", hàm ý đề cập đến cơ thể thon dài của loài cá này.

## Phạm vi phân bố
Trước đây, P. elongatus được ghi nhận ở vùng biển phía nam Nhật Bản; dọc theo bờ biển Tây Úc; ngoài khơi bang New South Wales và các đảo quốc, hải đảo ở Tây Nam Thái Bình Dương.
Năm 2020, phạm vi phân bố của P. elongatus đã được xác định lại. Theo đó, quần thể P. elongatus thực sự chỉ có phạm vi giới hạn ở Tây Nam Thái Bình Dương. Cụ thể, loài này đã được ghi nhận ở ngoài khơi bang New South Wales (Úc), trải dài đến đảo Montague; đảo Lord Howe; đảo Norfolk; New Caledonia và Bắc New Zealand.
Quần thể ở hai vị trí còn lại được công nhận là những loài mới: Pseudojuloides paradiseus (Nhật Bản) và Pseudojuloides crux (Tây Úc).

## Môi trường sống
P. elongatus sống gần các mỏm đá phủ tảo trên nền đáy đá vụn hoặc trong các thảm cỏ biển ở độ sâu đến 25 m.

## Mô tả
P. elongatus có chiều dài cơ thể tối đa được ghi nhận là 14 cm. Chúng là loài dị hình giới tính và cũng là một loài lưỡng tính tiền nữ.
Cá đực có màu ô liu, sẫm nâu ở lưng lục với các vệt đốm nhỏ màu xanh lam óng và màu cam tập trung ở thân trên. Đầu có lục nâu, chuyển thành cam ở hai bên và xanh lục nhạt ở dưới; đầu có nhiều vệt sọc màu xanh óng. Mống mắt màu đỏ cam với vòng xanh sáng. Vây lưng có màu cam đến hồng cam, giữa vây có dải màu lục và một dải màu xanh óng viền ở rìa. Vây hậu môn tương tự vây lưng, nhưng có nhiều đường sọc màu tím lam. Vây đuôi tiệp màu với thân, lốm đốm xanh óng; thùy trên và dưới có viền xanh và một dải đỏ cận rìa. Vây ngực trong suốt, phớt hồng; gốc vây ngực có đốm vàng - xanh lam. Vây bụng màu lam nhạt, lốm đốm đỏ cam.
Cá cái có màu cam sẫm hoặc màu lục nâu. Vây ngực trong mờ. Vây lưng, vây bụng, vây hậu môn và vây đuôi trong suốt, riêng vây bụng không màu, các vây còn lại phớt màu xanh lục. Gai và tia của các vây có màu vàng nhạt (hoặc hơi nâu). Bụng phớt vàng ở những cá thể màu cam.
Số gai ở vây lưng: 9; Số tia vây ở vây lưng: 11; Số gai ở vây hậu môn: 3; Số tia vây ở vây hậu môn: 12; Số tia vây ở vây ngực: 12; Số gai ở vây bụng: 1; Số tia vây ở vây bụng: 5.

### Trích dẫn
- "A Revision of the Labrid Fish Genus Pseudojuloides, with Descriptions of Five New Species" (PDF). Pacific Science. Quyển 35 số 1. 1981. tr. 51–74. {{Chú thích tạp chí}}: Đã bỏ qua tham số không rõ |authors= (trợ giúp)
- "Two New Species of Pseudojuloides from Western Australia and Southern Japan, with a Redescription of Pseudojuloides elongatus (Teleostei: Labridae)" (PDF). Copeia. Quyển 108 số 3. 2020. tr. 551–569. {{Chú thích tạp chí}}: Đã bỏ qua tham số không rõ |authors= (trợ giúp)